# サンタレン
サンタレン（ポルトガル語: Santarém [sɐ̃tɐˈɾɐ̃j̃] ( 音声ファイル)）は、ポルトガルの都市である。サンタレン県の県都であり、テージョ川の右岸に位置する。首都リスボンから北東に65km離れたところに位置する。中心市街は、ユネスコの世界遺産に1996年に暫定リストに登録されている。

## 歴史
サンタレン地方の歴史は古く、最初にこの地方に人々が住み始めたのはルシタニア人まで遡ることが可能である。その後、フェニキア人、ローマ人、西ゴート族、ムーア人と支配層は代わり、最後に、ポルトガル人が住むこととなった。
サンタレンの名前の由来の中でも最も有名なものは、西ゴート時代の聖人であるen:Irene of Tomarにちなんだ伝説である。死後、彼女の死体は腐敗することなく、サンタレンの町に着いたことから、サンタレンの町の名前は、Santa Iriaを誤って発音したことから由来しているだろうといわれている。
サンタレンの町の土台を作ったのは、紀元前2世紀にサンタレンを征服したローマ人たちである。ローマ人はこの町をScalabisと名づけ、この町は、ローマ時代を通して、テージョ川中流域における交易の中心として栄えると同時に属州ルシタニアの首都として機能した。
西ゴート王国の支配が終焉を遂げたあと、サンタレンは、ムーア人の支配下に入った。8世紀に、アラブ人の領域に組み入れられたサンタレンは、重要な文化拠点へと発展を遂げた。歴史家イブン・バッサーム（1147年没）や詩人イブン・サーラ（1043年 - 1123年）は、サンタレンが生んだアラブ文化人である。
1147年、400年以上に及ぶアラブの支配を終わらせたのは初代ポルトガル王国国王アフォンソ1世である。年代記によるとアフォンソ1世と彼の少数の軍隊が夜間に城壁を登り開門させたと伝えている。サンタレン征服を記述した中世の年代記である"expugnatione Scalabis"は、アフォンソ1世の英雄譚として言い伝えられている。軍事的な観点から見れば、サンタレン及び同年に征服が完了したリスボンがポルトガル王国の領域に組み込まれたことはポルトガルにおけるレコンキスタの画期と見なすことが可能である。
サンタレン征服後、王族が頻繁にサンタレンを訪れ、また、封建貴族も含めた議会も幾度となく開催された。フェルナンド1世は、特にサンタレンを気に入っており、聖フランシスコ修道院(現在、フェルナンド1世はリスボンのカルノ美術館に埋葬されている)に埋葬された。今日ではほとんど失われてしまったが、サンタレンには多くの修道院や王宮が建設されたことからも、中世のポルトガルにおいてサンタレンは重要な町の1つであったことがわかる。それでもまだサンタレンには、「ポルトガルにおけるゴシック建築の都」と形容できるほどのゴシック様式の建築物が十分に残っているのも事実である。
ポルトガル海上帝国として君臨していた15世紀、セウタ攻略はサンタレンの王宮で立案された。また、サンタレンの教会には投じ、活躍した多くの人物が現在も眠っている。例えば、最初にセウタ総督（在任期間1415年 - 1437年）に就任したペドロ・ド・メネスは、グラーサ教会のゴシック様式の墓に埋葬されている。ここには、1500年にブラジルを発見したペドロ・アルヴァレス・カブラルもここに埋葬されている。
1755年のリスボン地震とナポレオン・ボナパルトによって引き起こされた半島戦争によって、サンタレンは多くの被害を受けた。19世紀後半からサンタレンの復旧が始まり、上水道やガス灯、テージョ川の架橋、鉄道の整備が行われた。この動きは、20世紀になっても続き、教育、住居、商業といったインフラストラクチャーの整備が達成された。また、現在のサンタレンの産業の中心は、農作物の生産によっている。

## 歴史的建造物群

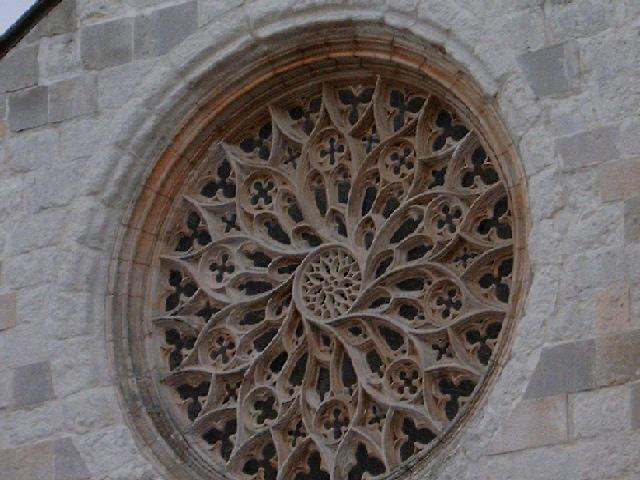
バターリャ修道院の影響を受けたグラーサ教会のバラ窓

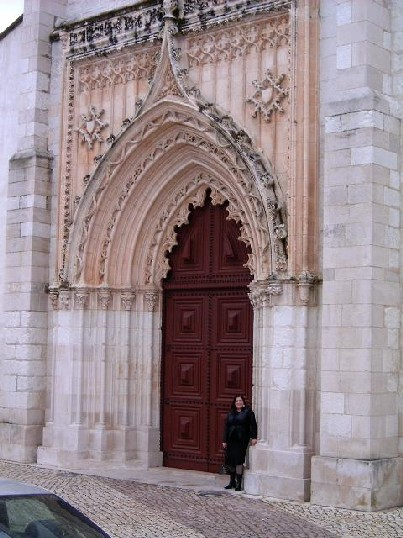
グラーサ教会

UNESCOの世界遺産暫定リストに載っていることからもわかるとおり、サンタレンの町には、近世以降の破壊の歴史を乗り越えて多くの建造物が残っている。ロマネスク建築、ゴシック建築、マヌエル建築、マニエリスム、バロック建築の建築物がサンタレンの町を彩っている。
- サンタレン城 - テージョ川を見下ろす高台に位置し、眺望もよく、庭園も整備されている。塔と城壁は、当時の姿をよく残している。
- サン・ジョアン教会 - 聖ヨハネ騎士団の手によって、12世紀から13世紀にかけて建設された教会。ロマネスク建築の玄関と早期ゴシック建築の礼拝室とヴォールトを持つ。礼拝室のアーチは、ムデハル建築の影響を受けている。現在では、考古学博物館になっている。
- カバサの塔
- 聖フランシスコ修道院 - 13世紀に建設された修道院であり、フェルナンド1世がここに埋葬された。
- グラーサ教会 - 14世紀から15世紀の間に建設された教会。ゴシック建築の傑作であると同時に、教会のバラ窓は、バターリャ修道院の影響を受けている。ここには、初代セウタ総督ペドロ・ド・メネセスやブラジルをヨーロッパ人として初めて発見したペドロ・アルヴァレス・カブラルが眠っている。
- マルビーラ教会 - 16世紀に建設されたこの教会の礼拝室は、マヌエル様式である。また、身廊や説教壇は早期ルネサンス様式であり、内部の壁を飾るタイルは、17世紀のものである。この教会の内部を飾るタイルは、ポルトガルにおけるタイルをベースとしたインテリアデザインの中でも最も有名である。
- サンタレン聖堂 - 17世紀に、イエズス会の聖堂として建設された。18世紀半ば、イエズス会がポルトガルから追放されると神学校になった。聖堂を飾るアルターピース（宗教画）は、マニエリスムやバロック様式といった様々な技法が用いられている。